# Cogomina bruna
La cogomina bruna (Lepiota helveola), també anomenada palometa metzinosa bruna, és una cogomina que pertany a la secció Ovisporae subsect. Helveolinae del gènere Lepiota. Es tracta de cogomines que alliberen espores el·lipsoidals a oblonges i de bolets que no disposen d'un anell membranós i persistent.

## Taxonomia
Descrita pel micòleg italià Giacomo Bresadola l'any 1882. D'aquest micòleg es conserven diverses recol·leccions que agrupen diverses espècies similars. Huijsman (1962) va estudiar les diferents mostres conservades a Estocolm (Naturhistoriska Riksmuseum) i en va determinar el que avui es considera el tipus.

## Iconografia
Bresadola G. (1882): Tab. XVI, fig. 2
Bolets de Catalunya (1987): Vol. XVII, fig. 833

## Descripció
Bolet de mida mitjana; barret de 3.5-5 (6) cm de diàmetre; de convex a estès convex, subumbonat; superfície amb esquàmules fibroses però no erectes sobre un fons blanquinós, més filamentoses al marge; esquàmules concèntriques de bru rosaci a bru vermellós, amb tons liliacis; marge recte o ondulat, de vegades aixecat amb l'edat.
Làmines poc denses; lliures; de blanques a cremoses
Cama 30-40 X 4-7 mm, subcilíndrica; inicialment farcida, després buida; molt pàl·lida a la part superior, rosàcia vermellosa cap el peu; fibril·losa.
Carn força espessa al barret, bru vermellosa al còrtex i al peu; olor indistint, al tast finalment metàl·lic.
Espores 7,8-10 X 4,3—5,2 μm pseudoamiloides, d'ellipsoïdals à subamigdaliformes.

## Hàbitat
De finals de l'estiu i finals de tardor; és una espècie meridional, termòfila, heliòfila, que sembla preferir el clima mediterrani; de solitària a esparsa; saprotròfica; de tendència ruderal, creix en prats prims, clarianes de tota mena de boscos, marges de camins i zones sorrenques.

## Distribució geogràfica
S'ha citat de Catalunya, Mallorca i Menorca., no consta en el catàleg d'espècies citades del País Valencià.

## Espècies semblants
Espècie de diferenciació complexa amb altres cogomines mitjanes, com la cogomina bru vermellosa (Lepiota brunneoincarnata), la cogomina (Lepiota cristata) o la cogomina bru vinosa (Lepiota fuscovinacea), entre d'altres.

## Usos

### Gastronomia
És verinós, conté amatoxina i si s'ingereix pot ocasionar la mort. Com diverses altres espècies del gènere Lepiota , conté amatoxines que poden causar danys hepàtics potencialment mortals.

### Toxicologia
Lepiota helveola és particularment tòxica i de vegades mortal. Com moltes petites lepiotes de tons vermellosos conté ciclopèptids (amatoxines), un grup de toxines hepatotòxiques d'efectes mortals fins i tot a dosis mínimes. El seu consum provoca una síndrome parafaloidana (similar a la síndrome faloidana ), causada per la ingesta de les amatoxines del fong. Els primers efectes es noten entre les 6 i les 15 hores després de la ingesta. En una primera fase els símptomes consisteixen en nàusees, diarrea, vòmits i deshidratació, per a continuació, hi ha afectació hepàtica amb icterícia, dolor hepàtic, insuficiència renal, trastorns de consciència i fins i tot coma
Charles Ménier va informar, l'any 1892, que els recol·lectors de Vendéen de Coulemelles van recollir al voltant d'un centenar de bolets petits i que varen confondre amb cama-secs (Marasmius oreades). El seu consum va provocar la mort d'un nen de 5 anys, els greus efectes es van sentir 3 dies després; atacs de vòmits i diarrea d'una setmana per a un home de 33 anys i durant un dia per a una dona de 30. Un altre cas és el d'una dona de 27 anys que es va haver de sotmetre a un trasplantament de fetge a l'Hospital Universitari de Rennes l'any 1994  . L'any 1990, a Turquia, 11 persones van morir en dues intoxicacions  .

#### Bioquímica
Principalment l'α-amanitina i la ß-amanitina, actuen bloquejant el complex ARN-polimerasa II, per la qual cosa bloquegen la transcripció de l'ADN (pas d'ADN a ARNm) i secundàriament es bloqueja la síntesi de proteïnes essencials, cosa que resulta fatal per a la cèl·lula hepàtica, que acaba patint necrosi. El fetge és el principal òrgan afectat, ja que és el primer òrgan amb què entra en contacte la toxina després de la seva absorció pel tracte intestinal.

#### Tractament
La síndrome faloidana és una urgència mèdica, que requereix hospitalització immediata. El tractament immediat després de la ingesta del bolet consisteix en rentat gàstric amb carbó activat. Les mesures de suport estan dirigides a tractar la deshidratació.
El tractament amb silibinina es recomana dins de les 48 hores posteriors al consum de bolets (20-50 mg/kg/dia, per via intravenosa), durant almenys 48-96 hores.